# Microsoft Forms
Microsoft Forms (anteriormente Office 365 Forms) é um criador de pesquisas online, parte do Office 365. Lançado pela Microsoft em junho de 2016, o Microsoft Forms permite que os seus usuários criem pesquisas e questionários com marcação automática. Os dados podem ser exportados para o Excel e visualizados em tempo real usando o recurso Apresentar.
Em 2019, a Microsoft lançou uma prévia do Forms Pro que oferece aos usuários a capacidade de exportar dados para um painel do Power BI.

## Phishinge fraude
Devido a uma onda de ataques de phishing utilizando o Microsoft 365 no início de 2021, a Microsoft usa algoritmos para detectar e bloquear automaticamente tentativas de phishing com o Microsoft Forms. Além disso, a Microsoft aconselha os usuários do Forms a não enviar informações pessoais, como senhas, em um formulário ou pesquisa, e também coloca um aviso semelhante abaixo do botão "Enviar" em todos os formulários criados com o Forms, alertando os usuários para não fornecerem sua senha.